# Кресвельская культура

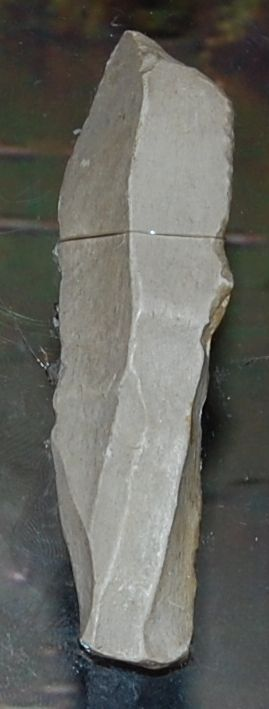
Археологическая находка кресвельской культуры из коллекции Музея и художественной галереи Дерби

Кресвельская культура, (англ. Creswellian culture) — археологическая культура верхнего палеолита, существовавшая на территории Великобритании. Название ей дала археолог Дороти Гаррод в 1926 году по археологическому памятнику Кресвел-Крэгс в Дербишире. Существовала в период 10 500-10 000 лет до н. э. (некалиброванная хронология) и была сменена мезолитической культурой Маглемозе.
Кресвельская культура имеет сходные характеристики с культурой Федермессер и гамбургской культурой центральной Европы, а также с мадленской культурой юга Европы. Характерные орудия, по которым диагностируется культура — трапециевидные рубила, именуемые «чеддаровские наконечники» (Cheddar points), а также их разновидности, известные как «кресвельские наконечники» (Creswell points) и меньшие рубила. Среди прочих видов орудий встречаются скребки, изготовленные из длинных прямых рубил.
Другие находки в контексте кресвельской культуры включают балтийский янтарь, кость мамонта, зубы и кости других животных. Они использовались для изготовления гарпунов, шил, бус и иголок. В пещере Гоф (en:Gough's Cave) в Сомерсете и в Кентской пещере в Девоншире были найдены необычные конические стержни из мамонтовой кости.
В Англии и Уэльсе «чеддаровские наконечники» обнаружены в 28 местах раскопок, однако, в Шотландии и Ирландии до настоящего времени таких находок сделано не было. Предполагается, что эти территории были заселены людьми позднее.
Большинство кресвельских памятников обнаружено в пещерах, однако последние находки свидетельствуют о деятельности на открытых местах, а также о том, что кремнёвые орудия могли проделать путь до 150 км от места добычи камня. Некоторые из кремней в пещере Гоф (Gough’s Cave) происходят из Вейл-оф-Пьюси (en:Vale of Pewsey) в Уилтшире, а неместные морские раковины и янтарь — с побережья Северного моря, что также говорит о высокой мобильности населения. Это напоминает памятники мадленской культуры в других местах Европы и может свидетельствовать о наличии широкого обмена ресурсами между различными территориями в те времена.
Среди животных, которых употребляли в пищу кресвельцы, были дикая лошадь, марал, арктический заяц, мамонт, сайга, тур, медведь, рысь, лиса и др.